# Georg Spohr

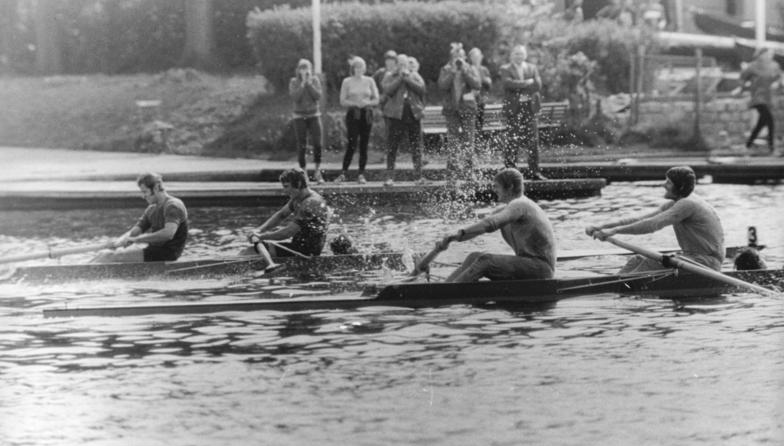
Im hinteren Boot von links nach rechts: Jährling, Ulrich und Spohr 1976

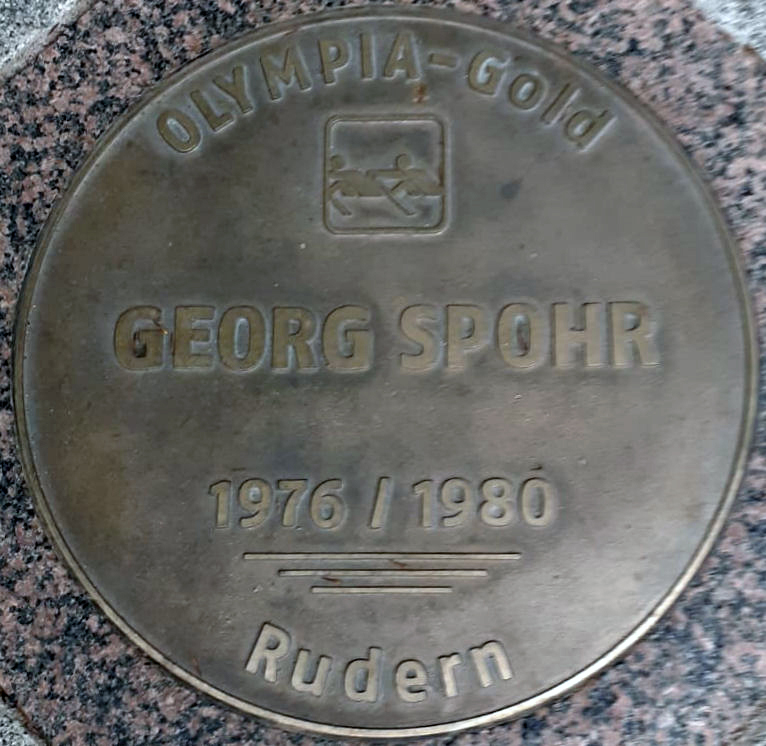
Sports Walk of Fame in Magdeburg

Georg Spohr (* 24. Januar 1951 in Magdeburg) ist ein ehemaliger Steuermann im Rudern aus der DDR. 1976 und 1980 wurde Spohr Olympiasieger im Zweier mit Steuermann.

## Leben
Im Herbst 1975 bildeten Harald Jährling und Friedrich-Wilhelm Ulrich einen neuen Zweier. Als Steuermann rückte der bei einem Wettkampfgewicht von 47 kg nur 1,48 m große Spohr ins Boot. Die Ruderer vom SC Magdeburg konnten sich bei der Olympiaqualifikation 1976 gegen die amtierenden Olympiasieger und Weltmeister Wolfgang Gunkel und Jörg Lucke durchsetzen. Bei den Olympischen Spielen 1976 waren Jährling, Ulrich und Spohr deutlich überlegen und siegten mit fast drei Sekunden Vorsprung vor dem sowjetischen Boot.
Bei der Weltmeisterschaft 1977 wurde das Boot Zweiter hinter dem bulgarischen Boot. Danach stiegen Jährling und Ulrich in den DDR-Achter um und wurden mit dem Achter Weltmeister. Auch Georg Spohr wurde Weltmeister, als er 1979 den Zweier der Hallenser Jürgen Pfeiffer und Gert Uebeler steuerte. Für die Olympischen Spiele 1980 schlossen sich Jährling, Ulrich und Spohr wieder zusammen. Sie siegten bei der olympischen Regatta knapp vor dem sowjetischen Boot.
Spohr ist gelernter Fernmeldemonteur, arbeitete aber in der Film- und Fotoabteilung des SC Magdeburg.

## Auszeichnungen und Ehrungen
1976 und 1980 wurde er für seine Olympiasiege mit dem Vaterländischen Verdienstorden in Silber ausgezeichnet.
Im März 2020 wurde Spohr mit einer Granit-Bronze-Platte auf dem Magdeburger Sports Walk of Fame im Breiten Weg geehrt.